# Wita Semerenko
Wita Olexandriwna Semerenko (ukrainisch Ві́та Олекса́ндрівна Семеренко, wiss. Transliteration Vita Oleksandrivna Semerenko; * 18. Januar 1986 in Krasnopillja, Oblast Sumy, Ukrainische SSR, UdSSR) ist eine ehemalige ukrainische Biathletin. In Startlisten steht sie meist mit dem Namen Vita Semerenko, der englischen Transkription.

## Karriere
Wita Semerenko, die für Dynamo Sumy startet und von Hryhorij Schamraj trainiert wird, hatte ihren ersten bedeutenden Auftritt bei den Europameisterschaften 2005 in Nowosibirsk. Neben ein paar guten Einzelergebnissen gewann sie an der Seite ihrer Zwillingsschwester Walentyna Semerenko Bronze mit der ukrainischen Staffel. 2005 startete sie auch erstmals bei den Juniorenweltmeisterschaften in Kontiolahti, wo sie im Einzelrennen und mit der Staffel jeweils die Silbermedaille holte.
Im selben Jahr startete Semerenko in Obertilliach erstmals im Europacup und wurde auf Anhieb Fünfte im Einzelrennen. Nach weiteren guten Ergebnissen gab sie 2006 in Oberhof  mit der Staffel ihr Weltcupdebüt (11.). In Östersund lief sie ihr erstes Einzelrennen, in welchem sie  als 24.  auch gleich  Weltcuppunkte holte.
Ihre ersten Senioren-Weltmeisterschaften bestritt sie 2007 in Antholz, wo sie durch mehrere gute Ergebnisse aufzeigen konnte. Im Einzel, in der Verfolgung und im Massenstart wurde sie 20., im Sprint 12. Bei den Biathlon-Weltmeisterschaften 2008 in Östersund wurde sie im Massenstart überraschend Vierte und gewann zudem Silber mit der Staffel.
In Oberhof 2009 gewann sie zusammen mit Olena Pidhruschna, Oksana Chwostenko und ihrer Schwester Walentyna Semerenko in der Staffel ihr erstes Weltcup-Rennen.
Wita Semerenko nahm an den Olympischen Winterspielen 2010 teil, wo sie als beste Resultate einen 22. Platz im Einzel und einen 6. Rang mit der Staffel vorweisen konnte.
Ihre besten Ergebnisse liefert sie regelmäßig bei Weltmeisterschaften ab, was sich auch im Gewinn der Bronzemedaillen im Einzelrennen 2011 in Chanty-Mansijsk und im Sprint 2012 in Ruhpolding widerspiegelt.
Bei den Weltmeisterschaften 2013 in Nové Město na Moravě gelang ihr im Sprint die Wiederholung des dritten Platzes von Ruhpolding und wenige Tage später lief sie mit der ukrainischen Staffel wie schon 2008 zu WM-Silber. Bei den Olympischen Spielen 2014 in Sotschi gewann sie im Sprintwettbewerb die Bronze- und mit der Staffel die Goldmedaille.
Neben Winterbiathlon betreibt Semerenko auch Sommerbiathlon. 2005 in Muonio nahm sie erstmals an Juniorenweltmeisterschaften teil und gewann Gold mit der Mannschaft sowie Bronze in Sprint und Massenstart. In Otepää 2007 holte sie wie schon 2006 in Ufa Bronze im Sprint und gewann zudem in der Verfolgung und mit der Staffel jeweils die Silbermedaille.
Aufgrund eines Bandscheibenvorfalls verpasste Semerenko die Saison 2014/15. Durch die Geburt ihres ersten Kindes nahm sie auch an der folgenden Saison nicht teil. Erst nach einer dreijährigen Wettkampfpause bestritt sie im März 2017 beim IBU-Cup in Otepää wieder internationale Biathlonrennen. Im Sprint platzierte sie sich auf Rang neun, mit der ukrainischen Mannschaft erreichte sie in zwei Mixedstaffelrennen mit einem dritten Rang jeweils eine Podiumsplatzierung. Ab dem Anfang der Weltcupsaison 2017/18 war sie wieder fester Bestandteil der ukrainischen Mannschaft. Mit zwei dritten Plätzen bei den Weltcups in Frankreich und in Oberhof erreichte sie wieder Podiumsplatzierungen in Einzelrennen und in Staffelrennen folgten zudem zwei zweite Plätze. Semerenko nahm auch an den Olympischen Winterspielen in Pyeongchang teil, verfehlte jedoch die Medaillenränge deutlich. Im Staffelrennen konnte die Mannschaft ihren Erfolg aus dem Jahr 2014 nicht wiederholen, gemeinsam mit Iryna Warwynez, Julija Dschyma und Anastassija Merkuschyna wurde Semerenko Elfte. Anfang 2019 gewann sie bei den Weltmeisterschaften in Östersund mit Dschyma, Merkushyna und ihrer Zwillingsschwester Walentyna die Bronzemedaille hinter den Mannschaften aus Norwegen und dem Gastgeberland Schweden.

## Statistiken

### Weltcupsiege
| Nr. | Datum        | Ort        | Disziplin |
| --- | ------------ | ---------- | --------- |
| 1.  | 7. Jan. 2009 | Oberhof    | Staffel 1 |
| 2.  | 3. Jan. 2013 | Oberhof    | Staffel 2 |
| 3.  | 7. Dez. 2013 | Hochfilzen | Staffel 2 |

### Weltcupplatzierungen
Die Tabelle zeigt alle Platzierungen (je nach Austragungsjahr einschließlich Olympische Spiele und Weltmeisterschaften).
- 1.–3. Platz: Anzahl der Podiumsplatzierungen
- Top 10: Anzahl der Platzierungen unter den ersten zehn (einschließlich Podium)
- Punkteränge: Anzahl der Platzierungen innerhalb der Punkteränge (einschließlich Podium und Top 10)
- Starts: Anzahl gelaufener Rennen in der jeweiligen Disziplin
- Staffel: inklusive Mixed- und Single-Mixed-Staffeln

| Platzierung               | Einzel | Sprint | Verfolgung | Massenstart | Staffel | Gesamt |
| ------------------------- | ------ | ------ | ---------- | ----------- | ------- | ------ |
| 1. Platz                  |        |        |            |             | 3       | 3      |
| 2. Platz                  |        | 2      |            | 2           | 8       | 12     |
| 3. Platz                  | 2      | 3      | 3          |             | 2       | 10     |
| Top 10                    | 6      | 20     | 13         | 15          | 45      | 99     |
| Punkteränge               | 24     | 61     | 42         | 31          | 50      | 208    |
| Starts                    | 26     | 79     | 53         | 31          | 52      | 241    |
| Stand: Saisonende 2018/19 |        |        |            |             |         |        |

### Weltmeisterschaften
Ergebnisse bei Biathlon-Weltmeisterschaften:
| Weltmeisterschaft | Weltmeisterschaft                 | Einzel | Sprint | Verfolgung | Massenstart | Staffel | Mixedstaffel | Single-Mixedstaffel |
| Jahr              | Ort                               | Einzel | Sprint | Verfolgung | Massenstart | Staffel | Mixedstaffel | Single-Mixedstaffel |
| ----------------- | --------------------------------- | ------ | ------ | ---------- | ----------- | ------- | ------------ | ------------------- |
| 2007              | Antholz                           | 20.    | 12.    | 20.        | 20.         | 9.      | –            |                     |
| 2008              | Östersund                         | 13.    | 35.    | DNS        | 4.          | 2.      | –            |                     |
| 2009              | Pyeongchang                       | 12.    | 26.    | 19.        | 4.          | DNF     | –            |                     |
| 2010              | Chanty-Mansijsk (Mixedstaffel-WM) |        |        |            |             |         | 6.           |                     |
| 2011              | Chanty-Mansijsk                   | 3.     | 17.    | 17.        | –           | –       | 6.           |                     |
| 2012              | Ruhpolding                        | 16.    | 3.     | 8.         | 7.          | 6.      | 14.          |                     |
| 2013              | Nové Město                        | 5.     | 3.     | 9.         | 4.          | 2.      | –            |                     |
| 2019              | Östersund                         | –      | 76.    | –          | –           | 3.      | 7.           | –                   |

### Olympische Winterspiele

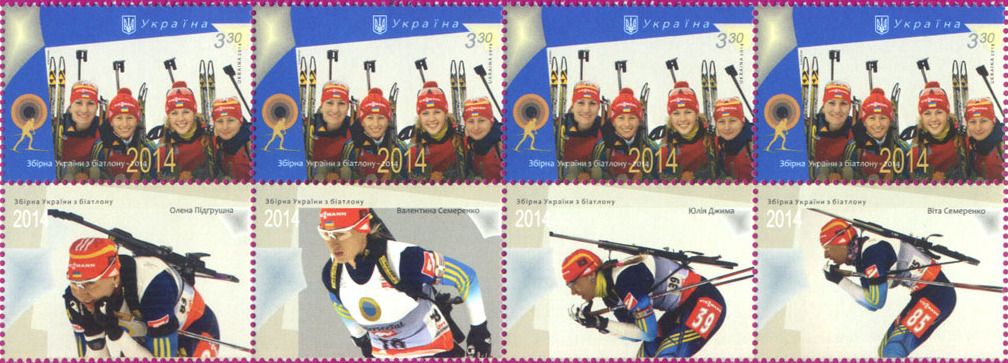
Sondermarken zum Gewinn der Goldmedaille in Sotschi

Ergebnisse bei Olympischen Winterspielen:
| Olympische Winterspiele | Olympische Winterspiele | Einzel | Sprint | Verfolgung | Massenstart | Staffel | Mixedstaffel |
| Jahr                    | Ort                     | Einzel | Sprint | Verfolgung | Massenstart | Staffel | Mixedstaffel |
| ----------------------- | ----------------------- | ------ | ------ | ---------- | ----------- | ------- | ------------ |
| 2010                    | Vancouver               | 22.    | 34.    | 42.        | –           | 6.      |              |
| 2014                    | Sotschi                 | 29.    | 3.     | 10.        | 16.         | 1.      | –            |
| 2018                    | Pyeongchang             | 63.    | 14.    | 18.        | 24.         | 11.     | –            |